# Smittina porosa
Smittina porosa är en mossdjursart som beskrevs av Ferdinand Canu och Ray Smith Bassler 1930. Smittina porosa ingår i släktet Smittina och familjen Smittinidae. Inga underarter finns listade i Catalogue of Life.